# Ibex 35
L'índex Ibex 35 (Iberia index) és l'índex borsari de referència de l'estat espanyol. Elaborat per l'empresa Bolsas y Mercados Españoles (BME), està format per 35 valors cotitzats, que reflecteixen l'evolució de preus en euros dels valors cotitzats a la Borsa espanyola. Es tracta dels 35 valors més líquids d'entre totes les que cotitzen al Sistema d'Interconnexió Borsari Electrònic (SIBE) de les quatre borses espanyoles (Madrid, Barcelona, Bilbao i València). No té criteris específics de diversificació sectorial.

## Història
Els índexs borsaris van sorgir el 1884 als EUA, quan Charles Henry Dow, va crear el Dow Jones Transportation Average, per reflectir la tendència que la majoria de les cotitzacions de les companyies més representatives del mercat baixaven o pujaven de manera similar.
A Espanya, el 1990 es va crear el FIEX 35, un índex creat per l'empresa OM Ibérica que incloia les 35 accions més líquides contractades a les quatre borses espanyoles. Un altre índex, el MEFF 30, orientava sobre informació de futurs i opcions. La fusió dels dos índex va donar lloc a la creació de l'IBEX 35.
L'IBEX 35 va engegar el 14 de gener de 1992. Però existeixen valors històrics des de l'any 1989 gràcies a una estimació de l'índex que es va fer amb posterioritat, pel que es considera que la seva data base és 29/12/1989.
Des de la seva creació el 1992 l'economia espanyola ha triplicat la mida en termes de PIB, alhora que el valor de les empreses de l'indicador s'ha multiplicat per deu. Al llarg de la seva història, més de 60 companyies han format part de l'índex. BME també ha diversificat el mateix índex, creant variables com IBEX con dividendos, l'abril de 2009, o IBEX gender equality, el 2021.
Durant els anys 90, l'economia i la borsa espanyola van experimentar un fort impuls. En aquest període es va desenvolupar el sistema electrònic de negociació de valors, una reforma del mercat de valors i el procés d'integració d'Espanya a la Unió Europea. Durant aquest període també es va popularitzar la inversió en borsa entre petits inversors detallistes. El primer sotrac destacat que va patir l'índex va ser la punxada de les empreses tecnològiques, anomenada, bombolla puntcom.
Amb l'arribada de l'Euro es va recuperar una etapa d'expansió del mercat borsari. En aquesta etapa BME va incorporar nous productes com warrants, futurs, opcions sobre accions. El 2006 es va crear el Mercat Alternatiu Borsari, centrat en empreses de capitalització reduïda, que més endavant passaria a anomenar-se BME Growth.
El 2008 l'índex es va veure afectat per la Crisi financera i el creixement del deute sobirà, patint una de les caigudes més fortes de la seva història. Altres esdeveniments com el Brèxit o la pandèmia de covid 19 van impactar fortament en les cotitzacions. L'any 2020 l'empresa SIX Group va comprar BME, l'empresa gestora de l'índex.
El 2022 l'índex va celebrar els 30 anys.

### Variacions màximes
La major caiguda de l'Ibex 35 des de la seva creació el 1992 es va produir el 12 de març de 2020 quan va caure el 14% i els 6.500 punts arran de la pandèmia per coronavirus de 2019-2020. Altres caigudes importants foren el dilluns 21 de gener de 2008 quan va perdre un 7,54%, el 9 de març de 2020 també pel coronavirus, el 24 de juny de 2016 pel Brèxit, i en 10 i 22 d'octubre de 2008 per la crisi de Lehman Brothers.
La major pujada de la història de l'Ibex 35, del 14,43% fou el 10 de maig de 2010 com a conseqüència de l'operació financera destinada a eliminar l'especulació contra el deute sobirà d'alguns estats membres i frenar la caiguda de l'euro, i la segona major pujada, del 10,65%, fou el 13 d'octubre de 2008 pels plans del G-7 i l'aprovació pels països de la zona euro de mesures de suport a la banca i el mercat interbancari. Abans d'això, la major pujada de l'Ibex 35 del 6,95% s'enregistrà el dijous 24 de gener de 2008.

## Composició
Els components de l'IBEX 35 estan ponderats per capitalització borsària ajustada per capital flotant. Es tracta doncs, d'un índex de preus. L'entrada o sortida de valors en la seva composició és revisada per uns criteris específics segons un Comitè Assessor Tècnic (CAT), un grup d'experts que s'encarrega de decidir qui es mereix un lloc en l'índex i qui no, modificant-se cada 6 mesos, sent l'1 de gener i l'1 de juliol de cada any les dates de modificació.

### Criteris
Perquè un valor formi part de l'Ibex 35 és necessari que la seva capitalització mitjana sigui superior al 0,30 per cent de la de l'Ibex 35 en el període analitzat i que aquest valor hagi estat contractat almenys en la tercera part de les sessions d'aquest període.

### Càlcul
Per al seu càlcul s'utilitza una fórmula matemàtica en la qual s'atén a la capitalització borsària —preu per nombre d'accions considerades per BME per al càlcul— de les 35 empreses, i s'aplica un coeficient d'ajustament, a fi d'assegurar que certes operacions financeres excepcionals que es produeixin en els seus integrants no alterin el valor de l'índex.
Les empreses amb major capitalització borsària tenen major pes dintre de l'índex i les seves alces i baixes influiran en major mesura en el moviment final de l'Ibex 35. Això significa que quan Grup Santander, Telefònica, BBVA, Iberdrola i Repsol YPF estan en baixa, l'Ibex 35 té gran preocupació perquè aquestes influïxen molt sobre l'índex general.
El criteri utilitzat per BME per a incloure un valor en l'Ibex 35 és el de liquiditat, entesa aquesta en termes de volum de contractació, tant en euros com en ordres.
La fórmula utilitzada per al càlcul del valor de l'Índex és: 
{\displaystyle I(t)=I(t-1)\times {\frac {\sum _{i=1}^{35}Cap_{i}(t)\,}{[\,\sum _{i=1}^{35}Cap_{i}(t-1)\,\pm J\,]\,}}}
On: :t = Moment del càlcul de l'Índex.
c = Companyia inclosa en l'Índex.
S = Número d'accions computables per al càlcul del valor de l'Índex.
P = Preu de les accions de la Companyia inclosa en l'Índex en el moment (t).
Cap = Capitalització de la Companyia inclosa en l'Índex, és a dir (S * P).
Σ Cap = Suma de la Capitalització de totes les Companyies incloses en l'Índex.
J = Quantitat utilitzada per a ajustar el valor de l'Índex per ampliacions de capital, etc.

## Empreses participants
El 27 de desembre de 2022 es va produir la incorporació d'Unicaja. A desembre de 2023, les empreses participants eren les següents:

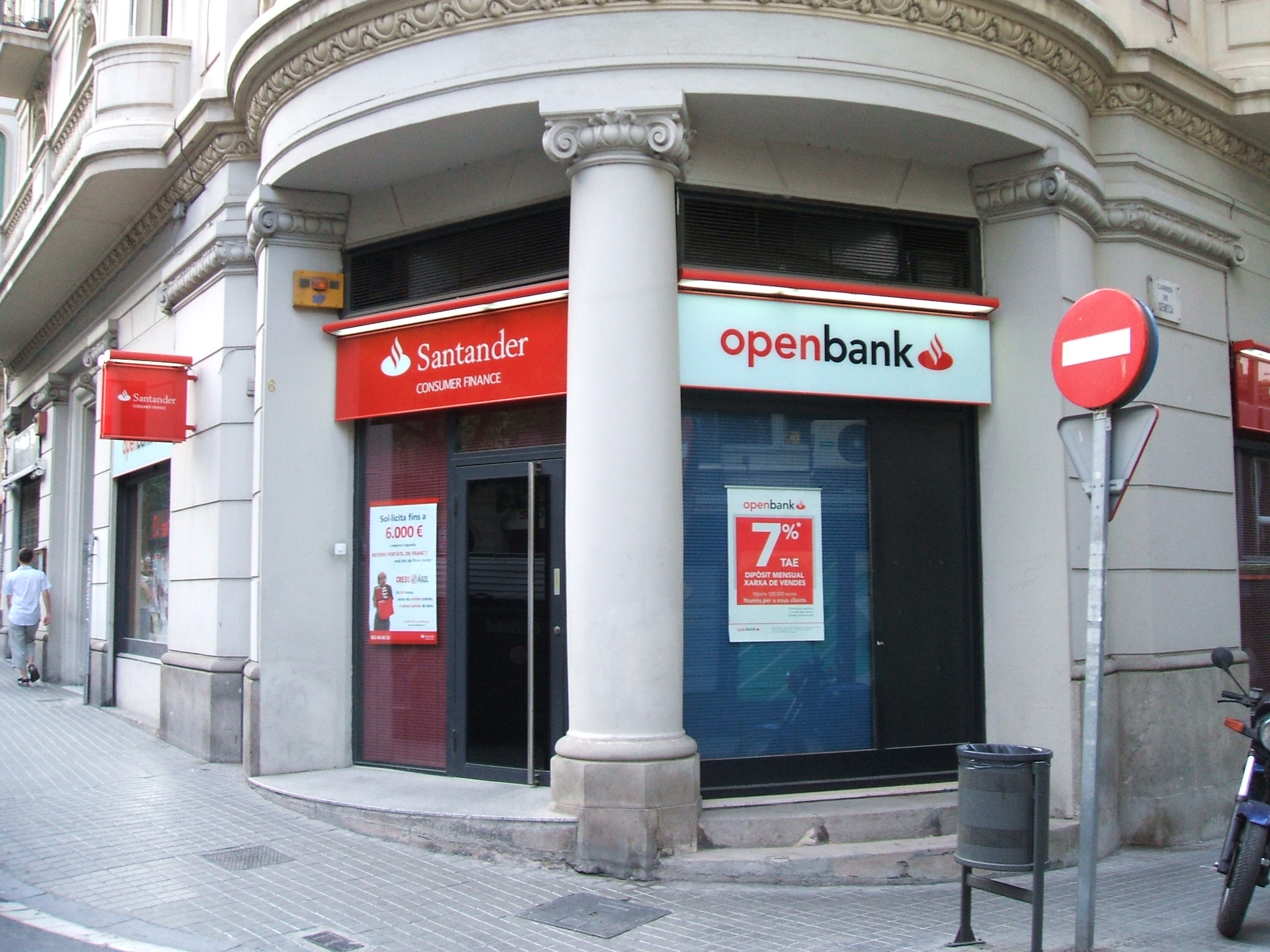
Banc Santander a Barcelona.

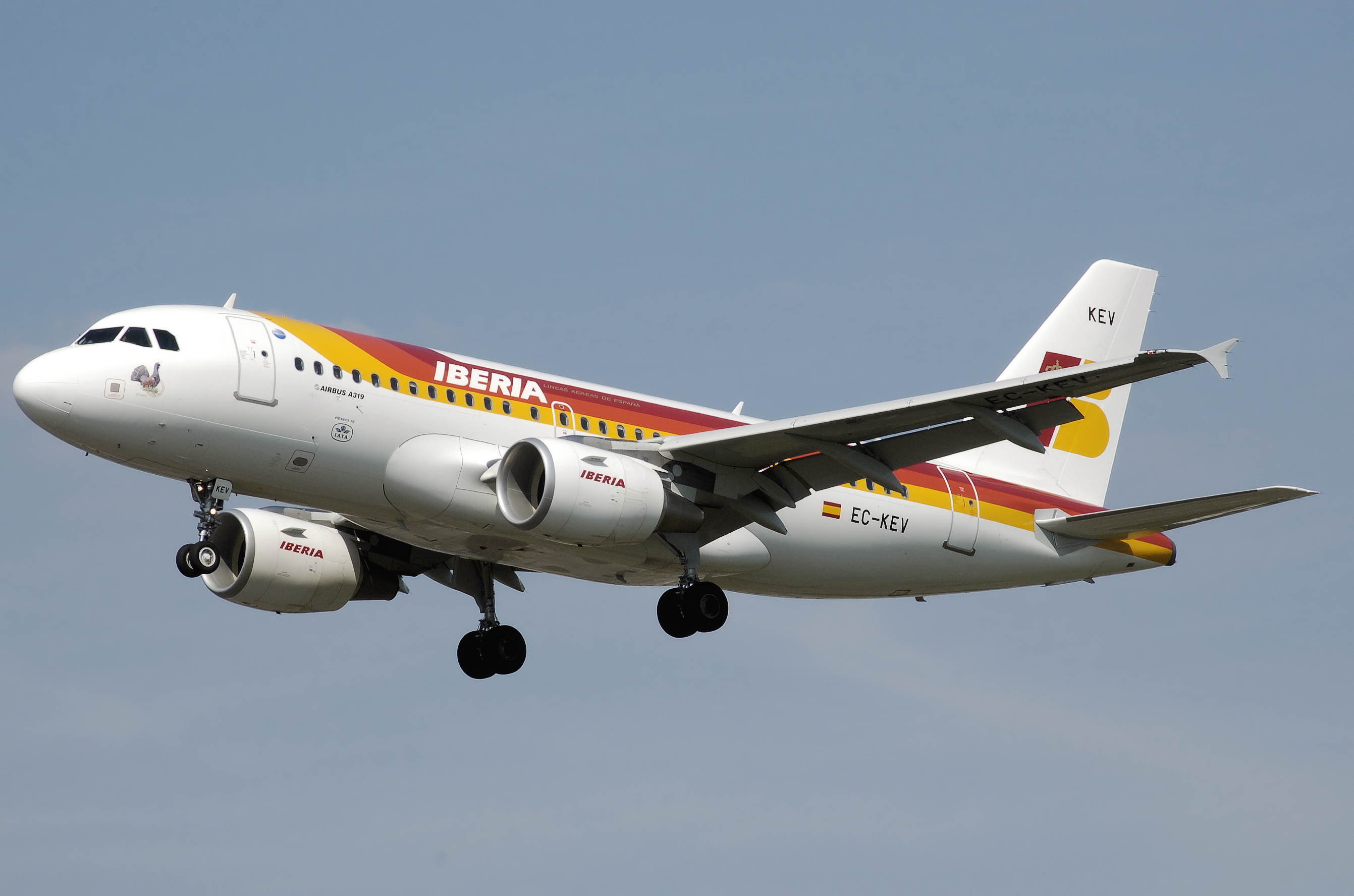
Airbus A319-100 d'Ibèria.

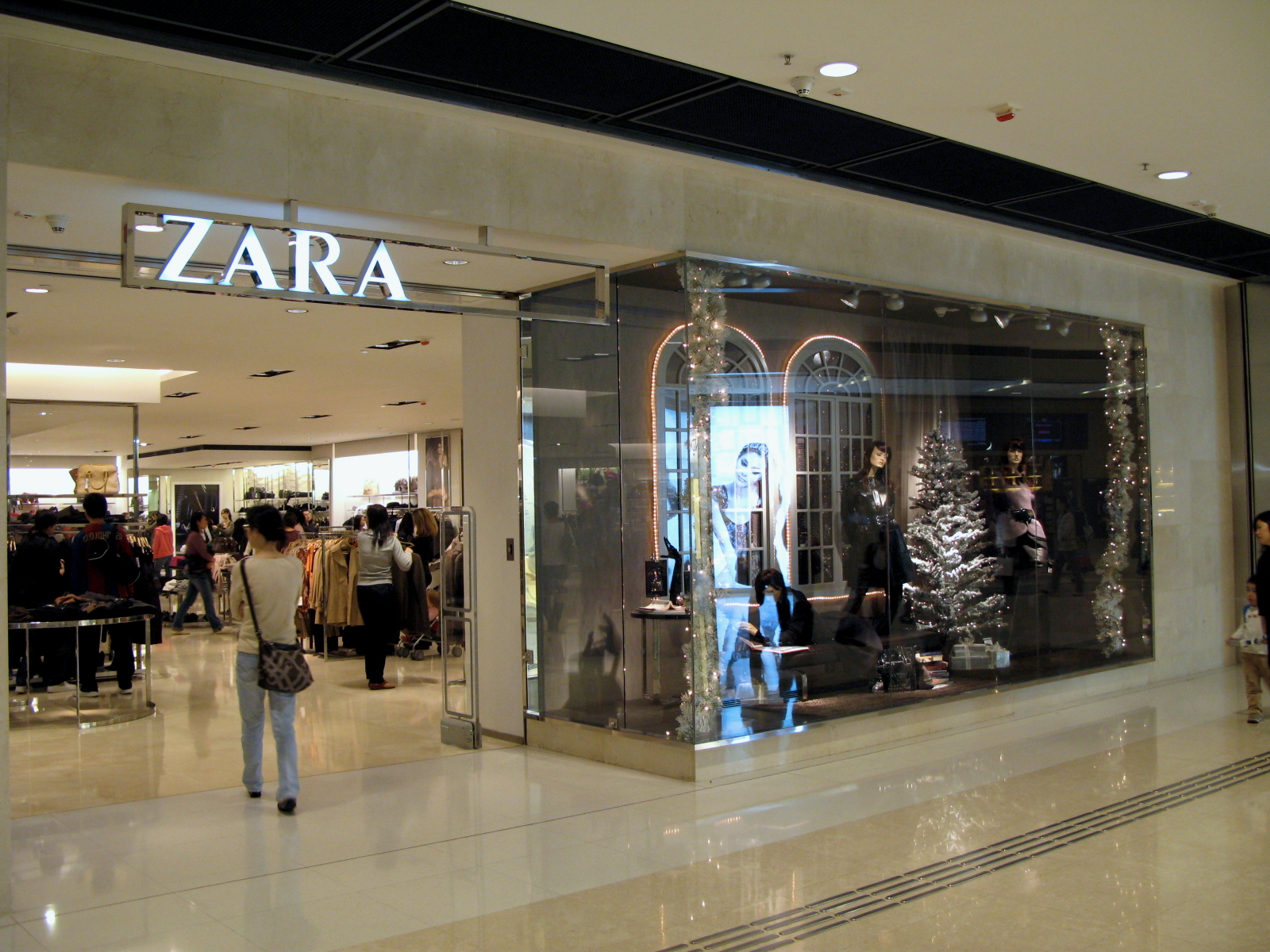
Una botiga de la cadena Zara (Inditex) a Hong Kong.

| Companyia             | sector IGBM                       | Símbol | Entrada | Índex de ponderació (%)1 | Seu                  |
| --------------------- | --------------------------------- | ------ | ------- | ------------------------ | -------------------- |
| Acciona               | construcció                       | ANA    | 2015    | 2,09                     | Madrid               |
| Acciona Energia       | energia                           | ANE    | 2022    | 0,65                     | Madrid               |
| Acerinox              | minerals, metalls i transformació | ACX    | 2015    | 0,53                     | Madrid               |
| ACS                   | construcció                       | ACS    | 1998    | 1,56                     | Madrid               |
| Aena                  | aeroports                         | AENA   | 2015    | 3,26                     | Madrid               |
| Amadeus               | electrònica i software            | AMS    | 2011    | 5,38                     | Madrid               |
| Arcelor Mittal        | minerals, metalls i transformació | MTS    | 2009    | 0,98                     | Luxemburg            |
| Banc Sabadell         | banca                             | SAB    | 2004    | 0,99                     | Alacant              |
| Banco Santander       | banca                             | SAN    | 1992    | 10,5                     | Santander            |
| Bankinter             | banca                             | BKT    | 1992    | 1,24                     | Madrid               |
| BBVA                  | banca                             | BBVA   | 1992    | 7,42                     | Bilbao               |
| Caixabank             | banca                             | CABK   | 2009    | 5,37                     | València             |
| Cellnex Telecom       | telecomunicacions                 | CLNX   | 2016    | 5,6                      | Madrid               |
| Enagás                | electricitat i gas                | ENG    | 2003    | 1,07                     | Madrid               |
| Endesa                | electricitat i gas                | ELE    | 1992    | 1,76                     | Madrid               |
| Ferrovial             | construcció                       | FER    | 1999    | 4,29                     | Països Baixos        |
| Fluidra               | minerals, metalls i transformació | FDR    | 2021    | 0,56                     | Sabadell             |
| Grifols               | farmacèutica                      | GRF    | 2008    | 1,18                     | Barcelona            |
| IAG                   | transport i distribució           | IAG    | 2011    | 1,42                     | Madrid               |
| Iberdrola             | electricitat i gas                | IBE    | 1992    | 15,85                    | Bilbao               |
| Inditex               | tèxtil, roba i sabates            | ITX    | 2001    | 9,9                      | Arteixo (Galícia)    |
| Indra                 | electrònica i programari          | IDR    | 1999    | 0,34                     | Alcobendas (Madrid)  |
| Inmobiliaria Colonial | socimi                            | COL    | 2007    | 0,58                     | Madrid               |
| Logista               | logística                         | LOG    | 2022    | 0,2                      | Leganés              |
| Mapfre                | assegurances                      | MAP    | 1992    | 0,75                     | Majadahonda (Madrid) |
| Meliá Hotels          | hotels                            | MEL    | 2016    | 0,23                     | Palma                |
| Merlin Properties     | socimi                            | MRL    | 2015    | 1                        | Madrid               |
| Naturgy               | electricitat i gas                | NTGY   | 2018    | 1,17                     | Madrid               |
| Solaria               | energia renovable                 | SLR    | 2000    | 2,26                     | Madrid               |
| Redeia Corporación    | electricitat i gas                | RED    | 1992    | 4,1                      | Alcobendas (Madrid)  |
| Repsol                | petroli                           | REP    | 2021    | 0,47                     | Madrid               |
| Laboratorios Rovi     | farmacèutica                      | ROVI   | 2022    | 0,36                     | Madrid               |
| Sacyr                 | construcció                       | SCYR   | 2020    | 0,48                     | Madrid               |
| Telefónica            | telecomunicacions i altres        | TEF    | 1992    | 5,26                     | Madrid               |
| Unicaja               | banca                             | UNI    | 2022    | 0,25                     | Màlaga               |

Nota 1:  - A setembre de 2022.

## Evolució històrica

### Índex
La taula següent mostra l'evolució anual de l'IBEX 35 des de 1992.
| Year | Volum de tancament | Variació en punts | Variació en % |
| ---- | ------------------ | ----------------- | ------------- |
| 1992 | 2,344.57           |                   |               |
| 1993 | 3,615.22           | 1,270.65          | 54.20         |
| 1994 | 3,087.68           | −527.54           | −14.59        |
| 1995 | 3,630.76           | 543.08            | 17.59         |
| 1996 | 5,154.77           | 1,524.01          | 41.97         |
| 1997 | 7,255.40           | 2,100.63          | 40.75         |
| 1998 | 9,836.60           | 2,581.20          | 35.58         |
| 1999 | 11,641.40          | 1,804.80          | 18.35         |
| 2000 | 9,109.80           | −2,531.60         | −21.75        |
| 2001 | 8,397.60           | −712.20           | −7.82         |
| 2002 | 6,036.90           | −2,360.70         | −28.11        |
| 2003 | 7,737.20           | 1,700.30          | 28.17         |
| 2004 | 9,080.80           | 1,343.60          | 17.37         |
| 2005 | 10,733.90          | 1,653,10          | 18.20         |
| 2006 | 14,146.50          | 3,412.60          | 31.79         |
| 2007 | 15,182.30          | 1,035.80          | 7.32          |
| 2008 | 9,195.80           | −5,986.50         | −39.43        |
| 2009 | 11,940.00          | 2,744.20          | 29.84         |
| 2010 | 9,859.10           | 2,080.90          | −17.43        |
| 2011 | 8,566.30           | −1,292.80         | −13.11        |
| 2012 | 8,167.50           | −398.80           | −4.66         |
| 2013 | 9,916.70           | 1,749.50          | 21.42         |
| 2014 | 10,279.20          | 362.80            | 3.66          |
| 2015 | 9,544.50           | −734.70           | −7.15         |
| 2016 | 9,352.10           | −192.10           | −2.01         |
| 2017 | 10,043.90          | 691.80            | 7.40          |
| 2018 | 8,539.90           | −1,504.00         | −14.97        |
| 2019 | 9,549.20           | 1,009.30          | 11.82         |
| 2020 | 8,073.70           | −1,475.50         | −15.45        |
| 2021 | 8,713.80           | 640.10            | 7.93          |
| 2022 | 8,229.10           | -484.70           | -5.56         |
| 2023 | 10,102.10          | 1,873.00          | 22.8          |